# Chidamba Hazemba
Chidamba Hazemba (18 agosto 1997) è un velocista zambiano.

## Biografia
Ai campionati africani di Durban 2016 ha vinto la medaglia di bronzo nella staffetta 4×100 metri, gareggiando con i connazionali Brian Kasinda, Titus Kafunda Mukhala e Sydney Siame.

## Palmarès
| Anno | Manifestazione      | Sede        | Evento      | Risultato  | Prestazione | Note |
| ---- | ------------------- | ----------- | ----------- | ---------- | ----------- | ---- |
| 2015 | Africani juniores   | Addis Abeba | 200 m piani | Batteria   | 23"16       |      |
| 2015 | Africani juniores   | Addis Abeba | 4×100 m     | Batteria   | 42"08       |      |
| 2015 | Giochi panafricani  | Brazzaville | 200 m piani | Batteria   | 21"47       |      |
| 2015 | Giochi panafricani  | Brazzaville | 4×100 m     | Finale     | dq          |      |
| 2016 | Campionati africani | Durban      | 4×100 m     | Bronzo     | 39"77       |      |
| 2018 | Campionati africani | Asaba       | 100 m piani | Semifinale | 10"63       |      |